# Władimir Jegorow (1938–2022)
Władimir Grigorjewicz Jegorow (ros. Влади́мир Григо́рьевич Его́ров; ur. 26 listopada 1938 w Moskwie, zm. 8 czerwca 2022 w Królewcu) – rosyjski wojskowy, dowódca Floty Bałtyckiej, gubernator obwodu królewieckiego w latach 2000–2005.

## Życiorys
Urodził się 26 listopada 1938 w Moskwie w rodzinie robotniczej. Po ukończeniu szkoły średniej w 1955 pracował jako tokarz w fabryce w Leningradzie. W 1962 ukończył ze złotym medalem Wyższą Szkołę Marynarki Wojennej im. Frunzego.
Służbę wojskową rozpoczął od Floty Północnej, a od 1964 służył we Flocie Bałtyckiej. Dowodził działem minowo-torpedowym, a od 1967 był pierwszym zastępcą dowódcy niszczyciela rakietowego „Obrazcowyj”. W 1971 ukończył kurs dla wyższych oficerów, a następnie służył jako pierwszy zastępca dowódcy na niszczycielu „Bditelnyj”, po czym został mianowany dowódcą niszczyciela „Obrazcowyj”.
W latach 1974–1976 był szefem sztabu – zastępcą dowódcy brygady niszczycieli. Od 1976 do 1983 dowodził brygadą okrętów rakietowych, a od 1983 do 1985 – brygadą kutrów rakietowych. W 1984 ukończył z wyróżnieniem studia w Akademii Marynarki Wojennej.
W latach 1985–1986 był dowódcą bałtyjskiej bazy marynarki wojennej. Następnie dwa lata dowodził Flotyllą Śródziemnomorską we Flocie Czarnomorskiej. W latach 1988–1991 był pierwszym zastępcą dowódcy Floty Bałtyckiej.
W 1990 ukończył z wyróżnieniem studia zaoczne w Wojskowej Akademii Sztabu Generalnego. W 1991 został powołany na stanowisko dowódcy Floty Bałtyckiej. Posiada stopień admirała.
Jegorow dowodził wojskowymi defiladami z okazji 50-lecia i 55-lecia zwycięstwa w tzw. wielkiej wojnie ojczyźnianej oraz z okazji 300-lecia rosyjskiej marynarki wojennej.
19 listopada 2000 został wybrany na gubernatora obwodu królewieckiego (w wyborach dostał prawie 60% głosów), pokonując m.in. urzędującego Leonida Gorbenkę. Kandydatura Jegorowa była wspierana przez Władimira Putina.
28 września 2005 zrezygnował z pełnienia urzędu gubernatora. 7 maja 2009 został ranny w wypadku samochodowym w pobliżu Królewca, po czym udał się na leczenie do Moskwy.
Od 26 listopada 2010 był doradcą gubernatora Królewca N. Cuganowa. Od 30 listopada 2011 przewodniczył Radzie Zasłużonych Obywateli Królewca.
Od stycznia 2012 wchodził w skład komitetu wyborczego Władimira Putina.

## Odznaczenia
Otrzymał Order „Za zasługi dla Ojczyzny” III stopnia, Order „Za zasługi wojskowe” i Order „Za służbę Ojczyźnie w Siłach Zbrojnych ZSRR” II i III stopnia. Posiadał stopień kandydata nauk wojskowych. Był Honorowym Obywatelem Królewca.